# Chasm
"Chasm" é o décimo-primeiro single da banda Flyleaf e o quarto do álbum Memento Mori. O single foi lançado no dia 27 de setembro de 2010.
O videoclipe estreou na Vevo no dia 22 de setembro de 2010. O trecho da canção onde diz "Please give me something I'm so thirsty, I'm so thirsty" é uma citação do Novo Testamento de Rico e Lázaro.

## Desempenho nas paradas musicais
| Parada musical (2010)      | Melhor posição |
| -------------------------- | -------------- |
| Rock Songs                 | 48             |
| Hot Mainstream Rock Tracks | 26             |